# Lista drumurilor județene din județul Iași
Aceasta este o listă ce cuprinde toate drumurile județene aflate pe raza județului Iași, așa cum au fost clasificate de Ministerul Transporturilor.
| Județul Iași                                                   | Județul Iași | Județul Iași                                                   | Județul Iași                                                   | Județul Iași                                                   | Județul Iași |  |
| Drum Județean                                                  | Traseu | Origine                                                        | Destinație                                                     | Lungimea (km)                                                  | Reclasat din: |  |
| -------------------------------------------------------------- | --- | -------------------------------------------------------------- | -------------------------------------------------------------- | -------------------------------------------------------------- | --- |  |
| DJ201C                                                         | Lim. jud. Neamț- Izvoarele - Răchiteni | Km 10+500 (Lim. jud. Neamț)                                    | Km 17+007 (DN28)                                               | 6,507                                                          | DC84A |  |
| DJ207A                                                         | Lim. jud. Neamț - Stornești - Sinești - Popești (DJ282D) | Km 29+595 Lim. jud. Neamț                                      | Km 44+200 Popești (DJ282D)                                     | 14,626                                                         | DJ207A + DC88 |  |
| DJ207M                                                         | DN28 - Șcheia - A.I.Cuza | Km 0+000 DN28 (DN 28 km 7+940)                                 | Km 6+178 A.I.Cuza                                              | 6,178                                                          | DC97 |  |
| DJ208                                                          | Lim. jud. Neamț - Mircești - Hălăucești - Luncași - Tudor Vladimirescu - Cozmești - Stolniceni Prăjescu - Pașcani - Valea Seacă - Conțești - Heci - Lespezi - Buda                                                  | Km 1+945 Lim. jud. Neamț (Muncelu de Sus)                      | Km 48+796 lim. jud. Sv (Buda)                                  | 46.851                                                         | |  |
| DJ208F                                                         | Heci (DJ 208) - Pietrosu - Uda - Tătăruși - lim. jud. Sv (Tătăruși) | Km 0+000 Heci (DJ208)                                          | Km 12+462 lim. jud. Sv (Tătăruși)                              | 12,462                                                         | |  |
| DJ208G                                                         | DN2 (Tupilati) - Hălăucești - Kogălniceni - Strunga (DN28) | Km 0+000 DN2 (Tupilati)                                        | Km 31+159 Strunga (DN28)                                       | 31,159                                                         | |  |
| DJ208I                                                         | DN28A (Blăgești) - Crivești - Vănatori (DJ208N) | Km 0+000 DN28A (Blăgești)                                      | Km 15+252 DJ208N (Vănatori)                                    | 15.252                                                         | |  |
| DJ208J                                                         | DN28 (Miclăușeni) - Butea | Km 0+000 DN28 (Miclăușeni)                                     | Km 3+400 Butea                                                 | 3.400                                                          | |  |
| DJ208K                                                         | DN2 (Cristești) – Cristești | Km 0+000 DN2                                                   | Km 3+368 Cristești                                             | 3,368                                                          | |  |
| DJ208L                                                         | DJ 208 (Pașcani) - Brătești - Miroslovești | Km 0+000 DJ 208 (Pașcani)                                      | Km 8+800 Miroslovești                                          | 8.800                                                          | DC 109 |  |
| DJ208M                                                         | DJ 208 (Stolniceni Prăjescu) - Stolniceni Prăjescu | Km 0+000 DJ208 (km 29+979)                                     | Km 0+400 Stolniceni Prăjescu                                   | 0,400                                                          | DC 112 |  |
| DJ208N                                                         | DJ208 (Lespezi) - Dumbrava - DJ208I (Vânători) | Km 0+000 DJ208 (Lespezi)                                       | Km 6+720 DJ208I (Vânători)                                     | 6.720                                                          | DC 131 |  |
| DJ208O                                                         | Cozmești (DJ 208) - Ciohorăni (DN2) | Km 0+000 ((DJ 208) Cozmești)                                   | Km 9+441 (DN2 (DJ 298) Cozmești)                               | 9,441                                                          | |  |
| DJ208R                                                         | Pod Șcheia (DN28) - Mircești (DJ208) | Km 0+000                                                       | (DN28) Pod Șcheia                                              | Km 5+161 ((DJ208) Mircești)                                    | 5,161 |  |
| DJ244D                                                         | Limita Jud. Vaslui - Dolhești - Ciortești - Coropceni (DN24) | Km 25+500 Limita Jud. Vaslui                                   | Km 38+693 ((DN24) Coropceni)                                   | 13,193                                                         | |  |
| DJ244F                                                         | DN24 - Șerbești - Dolhești - Moșna - Bohotin - Grozești (DJ249) | Km 0+000 DN24                                                  | Km 30+795 (DJ249) Grozești                                     | 30,795                                                         | |  |
| DJ244G                                                         | DN28 - Podu Hagiului - Cozmești | Km 0+000 (DN28)                                                | Km 10+002 (Cozmești)                                           | 10,002                                                         | |  |
| DJ246                                                          | Limita Jud Vaslui (Tufeștii de Sus) - Scânteia - Căuești - Scheia - Drăgușeni - Ipatele - Cuza Vodă - Tungujei - Țibănești - Jigoreni - Văleni - Suhuleț - Tansa - Dagâța (DJ280)                                   | Km 20+450 Limita Jud Vaslui (Tufeștii de Sus)                  | Km 74+738 ((DJ280) Dagâța)                                     | 54,288                                                         | |  |
| DJ247                                                          | Bârnova (DN24 km 180+737) - Dobrovăț - Limita Jud Vaslui (DN24 km 15) | Km 0+000 Bârnova (DN24 km 180+737)                             | Km 26+060 Limita Jud Vaslui (DN24 km 15)                       | 26,060                                                         | DJ247 |  |
| DJ247A                                                         | (DN24 km 190+150) Iași - Bârnova (DJ247 km 2+460) | Km 0+000 (DN24 km 190+150) Iași                                | Km 11+400 Bârnova (DJ247 km 2+460)                             | 11,400                                                         | DJ247 |  |
| DJ248                                                          | Iași - Lunca Cetațuii - Dumbrava - Grajduri - Scânteia - Limita Jud Vaslui | Km 0+000 Iași                                                  | Km 33+400 Limita Jud Vaslui (Scânteia)                         | 33,400                                                         | |  |
| DJ248A                                                         | Iași - Voinești - Slobozia - Domnița - Țibana - Gârbești - Glodenii Gândului - Răsboieni - Țibănești | Km 0+000 Iași                                                  | Km 50+693 Limita Jud Vaslui (Țibănești)                        | 50,693                                                         | |  |
| DJ248B                                                         | Vânători (DN24) - Horlești - Bogonos - Lețcani - Cucuteni - Scoposeni - Horlești - Lungani - Voinești - Vocotești - Mânjești - Budești - Hadâmbu - Mironeasa - Cioca-Boca - Bâcu - Frenciugi                        | Km 0+000 Vânători (DN24)                                       | Km 69+908 Limita Jud Vaslui (Frenciugi)                        | 69,908                                                         | |  |
| DJ248C                                                         | Budești (DJ248B) - Mogoșești - Ciurea - Lunca Cetățuiei (DJ248) | Km 0+000 Budești (DJ248B)                                      | Km 14+712 Lunca Cetățuiei (DJ248)                              | 14,712                                                         | |  |
| DJ248D                                                         | Ciurea (DJ248C) - Bârnova - Tomești - Holboca (DJ249A) | Km 0+000 Ciurea (DJ248C)                                       | Km 19+391 Holboca (DJ249A)                                     | 19,391                                                         | |  |
| DJ248E                                                         | Limita Jud Vaslui (DN15D) - Alexești - Cuza Vodă (DJ246) | Km 0+000 Limita Jud Vaslui (DN15D)                             | Km 3.040 Cuza Vodă (DJ246)                                     | 3,040                                                          | DC134A |  |
| DJ249                                                          | Trifești (DN24C) - Hermeziu - Șendreni - Frăsuleni - Sculeni - Bran - Bosia - Ungheni - Țuțora - Moreni - Prisăcani - Măcărești - Colțu Cornii - Sălăgeni - Grozești - Scoposeni                                    | Km 0+000 Scoposeni (DN28)                                      | Km 37+738                                                      | 37,738                                                         | |  |
| DJ249A                                                         | Iași (DN28) - Holboca - Cristești - Mânzătești - Bosia (DJ249) | Km 0+000 (DN28) Iași                                           | Km 16+139 (DJ249) Bosia                                        | 16,139                                                         | |  |
| DJ249B                                                         | DN28 Comarna (km 92+083) - Comarna (Osoi) | Km 0+000 DN28 Comarna (km 92+083)                              | Km 1+000 Comarna (Osoi)                                        | 1,000                                                          | |  |
| DJ249C                                                         | Sculeni (DJ249) - Victoria - Luceni - Icușeni - Cotu lui Ivan - Cilibiu - Golăiești - Coada Stâncii - Mânzătești (DJ249A)                                                                                           | Km 0+000 (DJ249) Sculeni                                       | Km 16+500 (DJ249A) Mânzătești                                  | 16,500                                                         | |  |
| DJ249D                                                         | DN28 Comarna (km 92+083) - Comarna (Osoi) | Km 0+000 DN28 Comarna (km 92+083)                              | Km 1+000 Comarna (Osoi)                                        | 1,000                                                          | |  |
| DJ249E                                                         | DN28 (km 83+170) - Tomești - Chiperești - Țuțora | Km 0+000 DN28 (km 83+170) - Tomești                            | Km 7+837 Țuțora                                                | 7,837                                                          | DC23 |  |
| DJ280                                                          | Strunga (DN28) - Hăbăsești - Brătulești - Fedeleșeni - Hândrești - Oțeleni - Limita Jud. Neamț (Km 21+000) - Limita Jud. Neamț (Km 33+140) - Piscu Rusului - Zece Prăjini - Dagâța - Bălușești - Limita Jud. Vaslui | Km 0+000 Km35.178 DN28 Strunga                                 | Km 20.378 Prima parte Km 46.660 A doua Jud. Vaslui             | 20,378 11,482                                                  | |  |
| DJ280A                                                         | Târgu Frumos - Cristești - Brăești | Km 0+000 Târgu Frumos                                          | Km 10+950 Brăești                                              | 10,950                                                         | |  |
| DJ280B                                                         | Târgu Frumos (DN28) – Cucuteni | Km 0+000 (DN28) Târgu Frumos                                   | Km 10+950 Cucuteni                                             | 10,950                                                         | DC120 (DN28 - Târgu Frumos:L=1,400km) + DC118 (DC120 - Cucuteni: L=11,100km)                                       |  |
| DJ280C                                                         | DN28 (Lețcani) - Banu - Dumești | Km 0+000 DN28 (Lețcani)                                        | Km 4+394 Dumești                                               | 4,394                                                          | DC36 |  |
| DJ280D                                                         | Ruginoasa (DN28A) - Heleșteni (DJ208G) | Km 0+000 (DN28A) Ruginoasa                                     | Km 6+464 Heleșteni (DJ208G)                                    | 10,950                                                         | DC102 |  |
| DJ280E                                                         | Iași (DN28) – Rediu | Km 0+000 (DN28) Iași                                           | Km 10+950 Rediu                                                | 10,950                                                         | DC21 |  |
| DJ281                                                          | Podu Iloaiei (DJ282D) - Erbiceni - Spinoasa - Belcești - Tansa - Hodora - Bahluiu - Ceplenița - Bădeni - Fetești - Sticlăria - Sirețel - Lespezi (DJ208)                                                            | Km 0+000 (DJ282D) Podu Iloaiei                                 | Km 61+870 Lespezi (DJ208)                                      | 61,870                                                         | |  |
| DJ281A                                                         | Hârlău - Maxut - Deleni - Feredeni - Poiana - Limita Jud.Botoșani (Poiana) | Km 0+000 (DN28) Hârlau                                         | Km 6+000 Poiana                                                | 6,000                                                          | |  |
| DJ281B                                                         | Belcești (DJ281) - Coarnele Caprei - Boroșoaia - Onești - Plugari (DJ282B) | Km 0+000 Belcești (DJ281)                                      | Km 25+272 Plugari (DJ282B)                                     | 25,272                                                         | |  |
| DJ281C                                                         | Blăgești (DN28A) - Hărmăneștii Noi - Hărmăneștii Vechi - Boldești - Todirești - Stroești - Băiceni - Coasta Măgurii - Cârjoaia - Cotnari (DN28B)                                                                    | Km 0+000 (DN28) Iași                                           | Km 25+955 Cotnari (DN28B)                                      | 25,955                                                         | |  |
| DJ281D                                                         | DN28B (Ceplenița) - Ceplenița - Petroșica - Coarnele Caprei - Focuri - Gropnița (DJ282) | Km 0+000 DN28B (Ceplenița)                                     | Km 31+383 Gropnița (DJ282)                                     | 31,383                                                         | |  |
| DJ281E                                                         | DJ281C (km 9+385) - Todirești | Km 0+000 DJ281C (km 9+385)                                     | Km 2+899 Todirești\|Todirești]]                                | 2,899                                                          | DC122 (DJ281C - Todirești: L=2,886km)                                                                              |  |
| DJ282                                                          | Iași - Breazu - Horlești - Larga-Jijia - Movileni - Potângeni - Mălăești - Gropnița - Săveni - Hălceni - Mitoc - Șipote - Iazu Nou - Limita Jud.Botoșani (Iazu Nou)                                                 | Km 0+000 Iași                                                  | Km 58+625 Limita Jud.Botoșani (Iazu Nou)                       | 58,625                                                         | |  |
| DJ282A                                                         | Rediu Mitropoliei (DN24C) - Țipilești - Iepureni - Larga-Jijia (DJ282) | Km 0+000 Rediu Mitropoliei                                     | Km 12+300 Larga-Jijia (DJ282)                                  | 12,300                                                         | DC122 (DJ281C - Todirești: L=2,886km)                                                                              |  |
| DJ282B                                                         | Bivolari (DN24C) - Traian - Spineni - Șipote - Plugari - Limita Jud. Botoșani (Plugari) | Km 0+000 Bivolari (DN24C)                                      | Km 12+300 Limita Jud. Botoșani (Plugari)                       | 12,300                                                         | |  |
| DJ282C                                                         | DN24C (Țigănași) - Mihail Kogalniceanu - Borșa - Vlădeni - Hălceni (DJ282) | Km 0+000 DN24C (Țigănași)                                      | Km 25+919 Hălceni (DJ282)                                      | 25,919                                                         | |  |
| DJ282D                                                         | Potangeni (DJ282) - Românești - Podu Iloaiei - Madârjac - Tibana (DJ248A) | Km 0+000 Potangeni (DJ282)                                     | Km 38+828 Tibana (DJ248A)                                      | 38,828                                                         | |  |
| DJ282E                                                         | Bălțați (DN28) - Lungani - Sinești - Madârjac - Țibana (DJ248A) | Km 0+000 Bălțați (DN28)                                        | Km 35+758 Țibana (DJ248A)                                      | 35,758                                                         | |  |
| DJ282F                                                         | Vlădeni (DJ282C) - Șoldana - Alexandru cel Bun - Spineni - Fântânele - Andrieșeni | Km 0+000 Vlădeni (DJ282C)                                      | Km 12+898 Andrieșeni                                           | 12,898                                                         | DC 3 (Vlădeni - Iacobeni: L=0,900km) + DC 4 (Soldana - Spineni:L=5,680km) + DC 3 (Spineni - Andrieșeni: L=4,590km) |  |
| DJ282G                                                         | Iași (DN28) – Aroneanu | Km 0+000 Vlădeni (DJ282C)                                      | Km 5+000 Aroneanu                                              | 5,000                                                          | |  |
| DJ282H                                                         | Șipote (DJ282C) - Limita jud. Botoșani | Km 0+000 Șipote (DJ282C)                                       | Km 12+626 Limita jud. Botoșani                                 | 12,626                                                         | |  |
| DJ282I                                                         | DJ282G - Aeroport | Km 0+000 DJ282G                                                | Km 2+700 Aeroport                                              | 2,700                                                          | |  |
| Lungimea totală a rețelei de drumuri județene din județul IAȘI | Lungimea totală a rețelei de drumuri județene din județul IAȘI | Lungimea totală a rețelei de drumuri județene din județul IAȘI | Lungimea totală a rețelei de drumuri județene din județul IAȘI | Lungimea totală a rețelei de drumuri județene din județul IAȘI | 1035,369 Km |  |